# Androloma
Androloma là một chi bướm đêm thuộc họ Noctuidae.

## Các loài
- Androloma brannani (Stretch, 1872)
- Androloma disparata (H. Edwards, 1884)
- Androloma maccullochii (Kirby, 1837)